# Mastigoptila longicornuta
Mastigoptila longicornuta är en nattsländeart som först beskrevs av Schmid 1958.  Mastigoptila longicornuta ingår i släktet Mastigoptila och familjen stenhusnattsländor. Inga underarter finns listade i Catalogue of Life.